# Nildeltat
Nildeltat (arabiska: دلتا النيل) är det breda floddelta i norra Egypten där floden Nilen delar sig och rinner ut i Medelhavet. Det är ett av världens största floddeltan och det sträcker sig från Alexandria i väst till Port Said i öst, över 230 kilometer på medelhavskusten. Deltat börjar lite nedanför (norr om) Kairo. Det är ett rikt jordbruksområde med mycket hög befolkningstäthet.

## Städer
Större städer i Nildeltat:
- Abusir
- Alexandria
- Avaris
- Bilbays
- Bubastis
- Canopus
- Damanhur
- Damietta
- Kafr el-Sheikh
- Leontopolis
- Mendes
- Mit Abu al-Kum
- Mansoura
- Naucratis
- Pelusium
- Port Said
- Rosetta
- Sais
- Tanis
- Tanta
- Zagazig

## Bilder

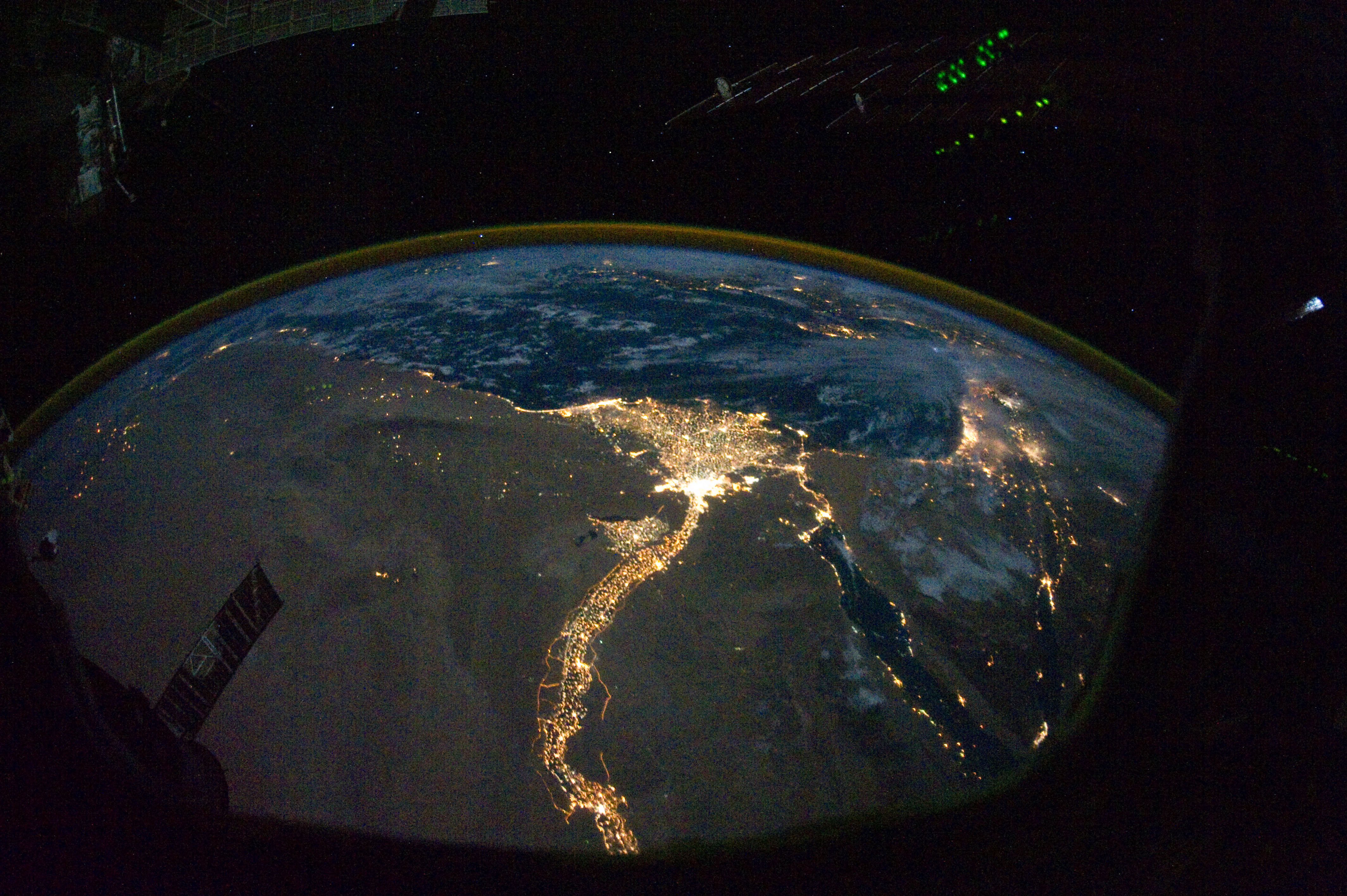
Nildeltat nattbild.
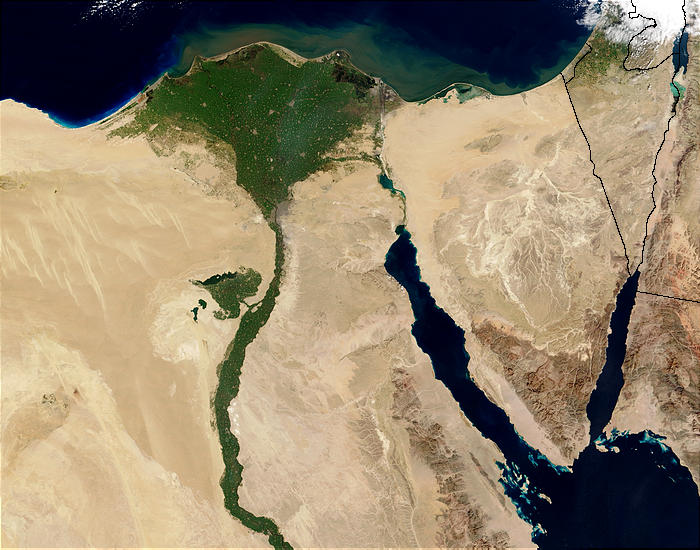
Nilen och Nildeltat.
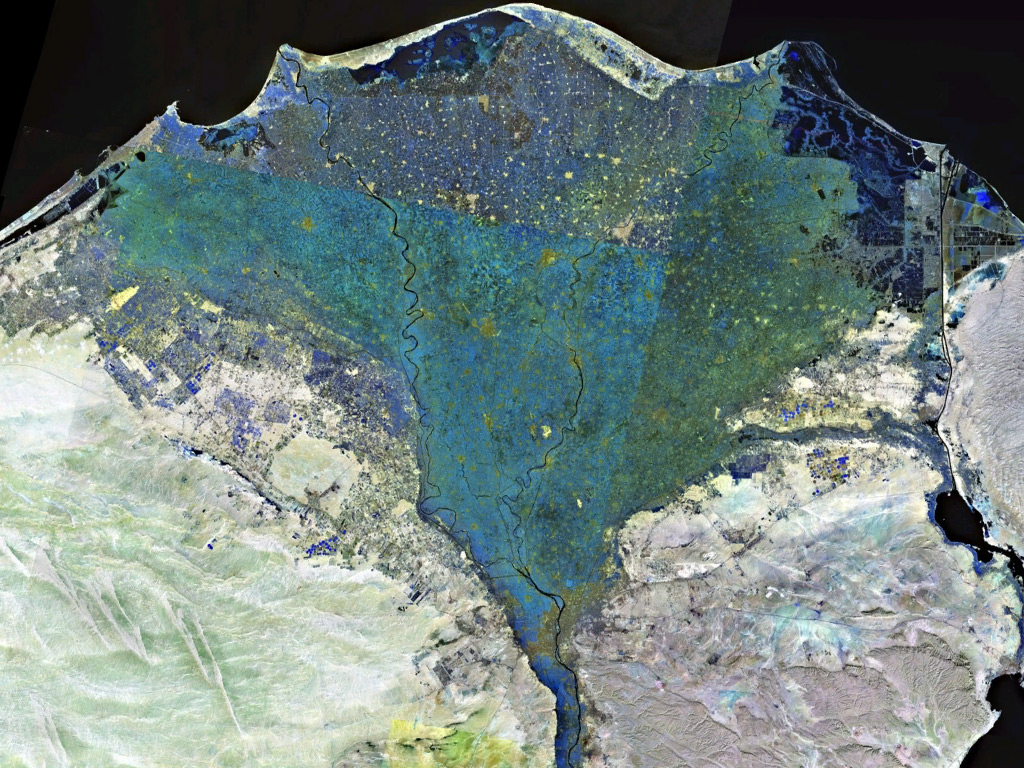
NASA satellitfoto av Nildelat (ej naturliga färger).